# Charlie Murphy
Charles Quinton "Charlie" Murphy, född 12 juli 1959 i Brooklyn i New York, död 12 april 2017 i New York, var en amerikansk skådespelare, komiker, författare och äldre bror till komikern Eddie Murphy. Murphy var bland annat författare och skådespelare i den amerikanska TV-showen Chappelle's Show.
Han avled 57 år gammal i leukemi.

## Filmografi (urval)
- 2003–2004 – Chappelle's Show (TV-serie)
- 2004 – Grand Theft Auto: San Andreas (röst i datorspel)
- 2006 – Natt på museet
- 2007 – Norbit (manus och röstroll)